# 九州農政局福岡県拠点
九州農政局福岡県拠点（きゅうしゅうのうせいきょくふくおかけんきょてん）は、農林水産省の地方支分部局である九州農政局（熊本市）の出先機関。

## 主たる業務
福岡県内における農業者の経営安定に関する業務全般を担当する。
2015年10月に行われた農水省の組織見直しにより、「九州農政局福岡農政事務所」→「九州農政局福岡地域センター」から「九州農政局福岡県拠点」に改められ、消費者に関する分野は九州農政局本局に業務統合された。

## 組織
- 福岡県拠点（福岡市博多区住吉）
  - 北九州駐在所（田町庁舎：小倉合同庁舎、大手町庁舎：小倉第2合同庁舎）2019年3月に廃止[1]。

「九州農政局福岡地域センター久留米支所」（久留米市諏訪野町）は2011年9月実施の組織見直しで廃止された。

## 管内事務所・事業所
- 筑後川下流農業水利事務所（久留米市津福今町）2019年3月31日閉鎖。
- 北部九州土地改良調査管理事務所（久留米市荒木町）
  - 筑後川中流支所（うきは市浮羽町）
  - 筑後川下流福岡農業水利事業建設所（柳川市三橋町）
- 有明海岸保全事業所（みやま市高田町）
- 筑後川下流左岸農地防災事業所（久留米市津福今町）2019年3月31日閉鎖。